# Mozitan Shuiku
Mozitan Shuiku (kinesiska: 磨子潭水库) är en reservoar i Kina. Den ligger i provinsen Anhui, i den östra delen av landet, omkring 110 kilometer sydväst om provinshuvudstaden Hefei. Mozitan Shuiku ligger 173 meter över havet. Arean är 4,3 kvadratkilometer. I omgivningarna runt Mozitan Shuiku växer i huvudsak blandskog. Den sträcker sig 5,6 kilometer i nord-sydlig riktning, och 3,7 kilometer i öst-västlig riktning.
Genomsnittlig årsnederbörd är 1 703 millimeter. Den regnigaste månaden är juli, med i genomsnitt 279 mm nederbörd, och den torraste är januari, med 45 mm nederbörd.